# Nationale Universität Krywyj Rih
Koordinaten: 47° 54′ 19,8″ N, 33° 24′ 4,6″ O

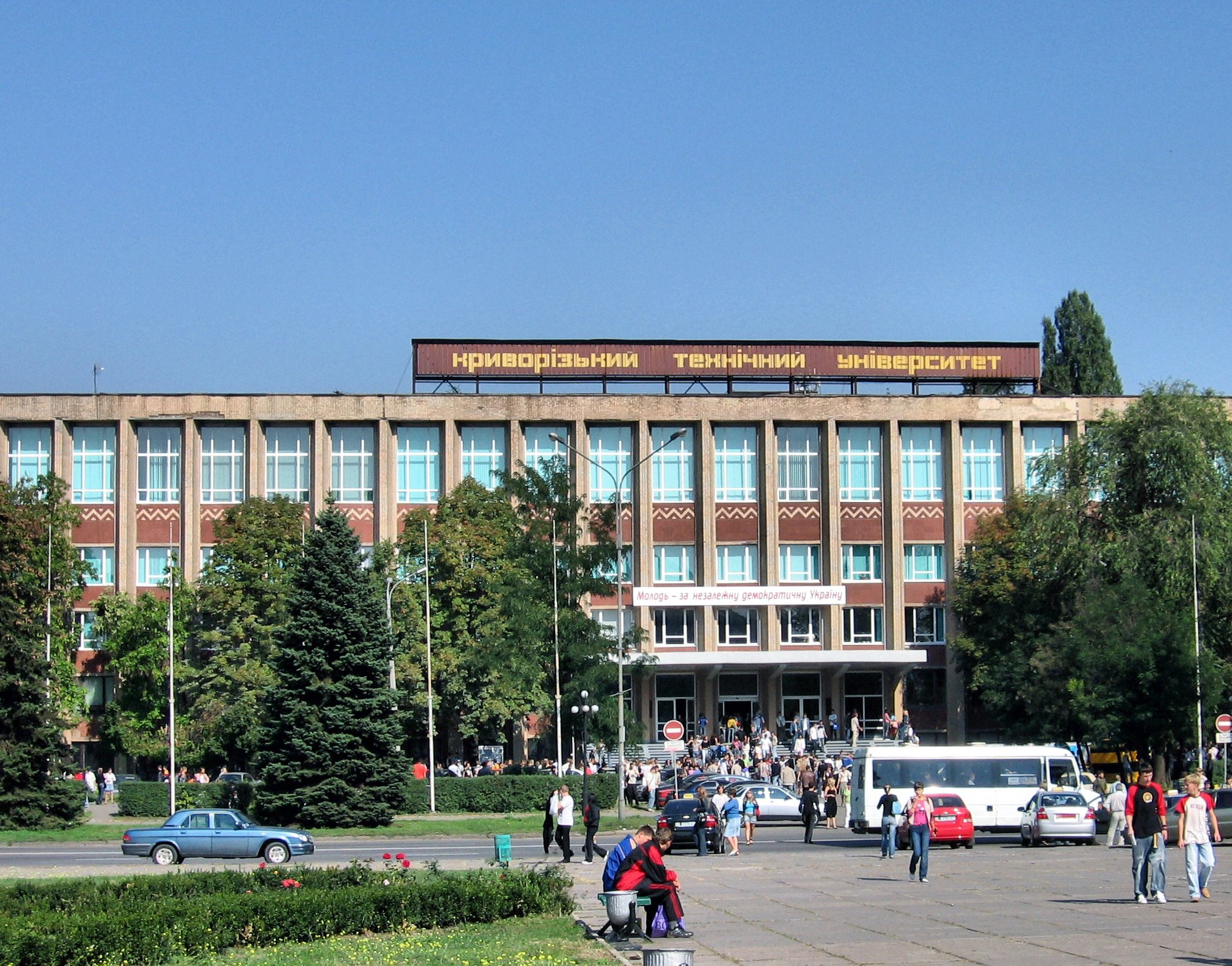
Hauptgebäude der ehemaligen Technischen Universität im Jahr 2006, heute Nationale Universität

Die Nationale Universität Krywyj Rih (ukrainisch Криворізький національний університет, englisch: Krywyj Rih National University) ist eine im Jahre 2011 gegründete Universität in Krywyj Rih in der ukrainischen Oblast Dnipropetrowsk.
Die Universität besteht aus 8 Fakultäten, an denen insgesamt 9.391 Studenten studieren und 413 Dozenten tätig sind. Von diesen tragen 62 den Professoren- oder Doktortitel.

## Geschichte
Die Nationale Universität Krywyj Rih wurde durch Dekret des Ministerkabinetts der Ukraine Nr. 280 von 21. März 2011 und des Ministeriums für Bildung und Wissenschaft der Ukraine Nr. 501 vom 14. Juni 2011 sowie Nr. 764 vom 7. Juli 2011 gegründet.
Grundlage war die Zusammenlegung der Technischen Universität Krywyj Rih und der Staatlichen Pädagogischen Universität Krywyj Rih sowie der Beitritt des Wirtschafts-Instituts Krywyj Rih der Nationalen Wirtschaftsuniversität Kiew.
Den Status als „Nationale Universität“ gewährte der Präsident der Ukraine durch Dekret Nr. 599 vom 24. Mai 2011.

## Institute
Die Nationale Universität von Krywyj Rih umfasst die folgenden Hochschulen und Forschungseinrichtungen der Stadt Krywyj Rih:
- Technische Universität Krywyj Rih
- Staatliche Pädagogische Universität Krywyj Rih
- Wirtschafts-Institut Krywyj Rih der Kiewer Nationalen Wirtschaftsuniversität
- Metallurgisches Institut Kriwoj Rog der Nationalen Metallurgischen Universität der Ukraine
- Forschungsinstitut für Bergbau und Erz
- Forschungsinstitut für Sicherheit und Ökologie in der Bergbau- und Hüttenindustrie